# منشية العرب
منشية العرب إحدى قرى مركز قويسنا التابع لمحافظة المنوفية في جمهورية مصر العربية.

## السكان
بلغ عدد سكان منشية العرب 2,779 نسمة، حسب الإحصاء الرسمي لعام 2006.